# Ryan Bader
Ryan DuWayne Bader (ur. 7 czerwca 1983 w Reno) – amerykański zapaśnik oraz zawodnik mieszanych sztuk walki (MMA). Zwycięzca 8. sezonu The Ultimate Fighter z 2008, dwukrotny mistrz Bellator MMA w wadze półciężkiej (2017) i ciężkiej (2019) oraz zwycięzca turnieju Bellator MMA Heavyweight World Grand Prix (2019). Aktualnie związany z Rizin FF.

## Kariera MMA
W MMA zadebiutował 31 marca 2007. W 2008 wziął udział w reality show The Ultimate Fighter, który ostatecznie wygrał, pokonując w finale, 13 grudnia Brazylijczyka Vinny'go Magalhãesa przez techniczny nokaut i otrzymując kontrakt z Ultimate Fighting Championship. W ciągu następnych dwóch lat, wygrał cztery pojedynki z rzędu m.in. z Keithem Jardinem oraz Antônio Rogério Nogueirą.
5 lutego 2011 na UFC 126, przegrał pierwszą zawodową walkę, ulegając Jon Jonesowi przez poddanie (duszenie gilotynowe), zaś 2 lipca poniósł kolejną porażkę w ten sam sposób z byłym mistrzem UFC wagi półciężkiej Tito Ortizem.
W latach 2011–2014 zwyciężał takich zawodników jak Quinton Jackson, Uładzimir Maciuszenka, Ovince Saint Preux czy Rafael Cavalcante oraz zaliczał ciężkie porażki z Lyoto Machidą oraz Gloverem Teixeirą.
Po zwycięstwach w 2015 nad zawodnikami z czołówki dywizji półciężkiej Philem Davisem i Rashadem Evansem, stoczył walkę z Anthonym Johnsonem, którą jednak szybko przegrał przez nokaut.
3 września 2016 na UFC Fight Night 93 w Hamburgu, znokautował ciosem kolanem Ilira Latifiego w 2. rundzie.
Pod koniec marca 2017 przeszedł do konkurencyjnej organizacji Bellator MMA. 25 czerwca 2017 na Bellator 180 pokonał ówczesnego mistrza wagi półciężkiej Phila Davisa niejednogłośnie na punkty, zdobywając tym samym pas tejże kategorii.
3 listopada 2017 podczas Bellator 186 obronił tytuł wygrywając przez TKO w drugiej rundzie z Lintona Vassella.
12 maja 2018 wziął udział w turnieju wagi ciężkiej Bellator Heavyweight Grand Prix pokonując w ćwierćfinale Muhammeda Lawala przez TKO w 15 sekundzie pojedynku. 12 października 2018 pokonał jednogłośnie na punkty Matta Mitrione'a w półfinale, natomiast 26 stycznia 2019 w finale Grand Prix znokautował już 35 sekundzie pojedynku Rosjanina Fiodora Jemieljanienkę zostając tym samym nowym mistrzem wagi ciężkiej oraz pierwszym zawodnikiem organizacji Bellator który dzierży dwa pasy jednocześnie.
26 marca 2025 roku, ogłoszono, że Bader rozstał się z organizacją Professional Fighters League.
W maju 2025 roku, podpisał kontrakt z japońską organizacją Rizin Fighting Federation.

## Życie prywatne
Bader i jego żona Daisy pobrali się w październiku 2010 roku.

## Osiągnięcia

### Mieszane sztuki walki:
- 2008: zwycięzca 8. sezonu The Ultimate Fighter w wadze półciężkiej
- 2017: mistrz Bellator MMA w wadze półciężkiej
- 2019: mistrz Bellator MMA w wadze ciężkiej
- 2019: zwycięzca Bellator MMA Heavyweight World Grand Prix wagi ciężkiej

### Zapasy[1][12]:
- National Collegiate Athletic Association
  - 2004, 2006: NCAA Division I All-American
  - 2004: NCAA Division I – 4. miejsce w kat. 89.3 kg
  - 2006: NCAA Division I – 7. miejsce w kat. 89.3 kg
  - 2003, 2004, 2006: Pacific-12 Conference – 1. miejsce